# ドルニエ コメット
ドルニエ コメット
飛行船格納庫とドルニエ コメット
- 用途：民間機
- 製造者：ドルニエ
- 初飛行：1921年2月10日
- 生産数：17機

ドルニエ コメット（Dornier Komet）は、ドイツの航空機メーカードルニエ社が設計した1920年代の旅客機。日本では川崎航空機が生産した。（コメートという日本語表記がドイツ語のKometの発音により忠実であるが、本機については当時の日本での呼び名にしたがってコメットと表記する。）

## 概要
本機は、当時のドルニエ製航空機の特徴である大型のパラソル翼を持った全金属性の機体であり、1基のエンジンを機首に装備していた。乗客4名の座席はキャビンにあるが、乗員2名の席はエンジン後部に露出していた。

## 性能諸元
- 乗員： 2名
- 乗客： 4名
- 全長： 12.10 m
- 全幅： 19.60 m
- 主翼面積： 62.00 m2
- 自重： 2,154 kg
- 全備重量： 3,526 kg
- 発動機： BMW VI 水冷V型12気筒500 hp×1
- 最大速度： 182 km/h
- 航続距離： 5.5時間
- 実用上昇限度： 5,000 m

## 日本のコメット
日本では朝日新聞社により4機が運用され、東西定期航空会の運行で旅客輸送に従事した。朝日が購入したのは後期型のⅢ型であり、キャビンが拡大されて乗客定員6人となっていた。うち1機（101号機）にはキャビン内に暗室が設けられていて移動中の写真現像が可能であり、「空飛ぶ編集室」と称した。
- 朝日46号：大正15年（1926年）朝日新聞取得。陸軍向け（不採用）の「Do C」改造機。登録記号J-BAEA。
- 朝日101号：昭和2年（1927年）朝日新聞取得。機内に暗室を備える。登録記号J-COFH→J-BANA。
- 朝日102号：昭和2年（1927年）朝日新聞取得。朝日新聞社東西定期航空会所属。登録記号J-COHJ→J-BAMA。
- 朝日103号：昭和2年（1927年）朝日新聞取得。朝日新聞社東西定期航空会所属。登録記号J-BADA→J-BAHA。